# Girlfag und Guydyke
Girlfag (oder „Schwule Frau“) ist der Ausdruck für Frauen, die sich besonders zu schwulen bzw. zu bisexuellen Männern und deren Umfeld hingezogen fühlen oder sich selbst als schwul definieren (oder beides). Einige bezeichnen sich selbst als „genderqueer“ oder fühlen sich ganz oder teilweise als „schwuler Mann im Körper einer Frau“. Girlfags können sowohl bisexuell als auch heterosexuell sein.
Der Begriff entstand als Unterkategorie innerhalb von US-amerikanischen Subkulturen, die sich selbst meist als queer (abweichend) oder pomosexual (pomo = postmodern) bezeichnen.
Girlfags unterscheiden sich von den sogenannten Fag Hags, die ein rein platonisches Interesse an schwulen Männern bzw. der schwulen Subkultur haben.

## Begriffsverwendung und verwandte Begriffe
Das Konzept von Girlfags ist in der queeren Subkultur bekannt, seit Autorinnen wie Carol Queen und Jill Nagle in den späten 1990er Jahren ihr Coming-out als schwule Frauen hatten. Nagle prägte den Begriff Girlfag für dieses Phänomen maßgeblich.
Im Jahre 2000 wurde erstmals eine Internet-Diskussionsgruppe für GirlFags bei Yahoo! Groups geschaffen. Seitdem traten mehr als 3000 Mitglieder der Gruppe bei. Durch die zunehmende Bekanntheit traten Girlfags international in Erscheinung. Seit 2008 entwickelte sich eine deutschsprachige Gemeinschaft, die sich oft über das Internet verständigt.
Der Begriff Fag Hag bezieht sich hauptsächlich auf Frauen, die sich platonisch für schwule Männer interessieren. Seltener wird er abwertend benutzt, um Frauen zu beschreiben, die romantisches und sexuelles Interesse an Schwulen haben. Der Begriff „Girlfag“ ist hier zutreffender und wertneutraler.
Girlfags lehnen die schwule Ausrichtung von Männern nicht ab. Homosexualität ist für Girlfags eine Eigenschaft, die Männer für sie besonders attraktiv macht. Sie erwarten von schwulen Männern nicht, heterosexuell zu werden, sondern möchten selbst ganz oder teilweise als schwule Männer gesehen werden.
Girlfags suchen meist keine traditionelle Mann-Frau-Beziehungen. Stattdessen richten sie ihr Interesse eher auf Sexualpraktiken, die mit Homosexualität assoziiert werden, oder bevorzugen polyamoröse Situationen mit einem oder mehr schwulen bzw. bisexuellen männlichen Partnern.
Da sich einige Girlfags als „schwuler Mann in einem weiblichen Körper“ fühlen, ist der Begriff mit schwulen Transmännern (auch englisch Transfag genannt) verbunden. Die meisten Girlfags fühlen sich definitionsgemäß weder völlig männlich, noch streben sie ernsthaft nach einer Geschlechtsangleichung. Manche bemerken jedoch erst, dass sie eigentlich Transmänner sind, nachdem sie sich als Girlfag geoutet haben.
Die Yaoi-Autorin Sakakibara Shihomi spekulierte, dass einige weibliche Yaoi-Fans (Fujoshi) eine schwule Geschlechtsidentität haben könnten. In ihrem Buch Yaoi Genron (1998) beschrieb sich Sakakibara Shihomi selbst als schwuler Mann in einem weiblichen Körper (ein schwuler Transmann). Sie legt nahe, dass dieser Zustand bei Fans dieses Genres sehr häufig der Fall sein könnte und das der eigentliche Grund für die Existenz des Genres sein könnte.
Der kanadische Biologe, Linguist und Autor Bruce Bagemihl zeigte Gemeinsamkeiten zwischen Fag Hags, schwulen Transmännern und weiblichen Slash-Fans auf. „Slash“ ist eine weitere Art von schwuler erotischer Literatur von Frauen für Frauen, die mit den japanischen Yaoi vergleichbar ist. Er schrieb: „Es ist nichts Neues, dass sich Frauen als schwule Männer fühlen oder sexuelle Beziehungen zwischen Männern erotisieren und idealisieren. Tatsächlich finden wir in zwei unwahrscheinlichen Bereichen verblüffende Parallelen zu den Empfindungen, die schwule Transmänner zum Ausdruck bringen: Bei Fag Hags und bei K/S-Fanzines“. („There is nothing new about women identifying as gay men or eroticising and idealizing sexual relationships between men. In fact, striking parallels to the sentiments expressed by many female-to-gay male transsexuals can be found in two unlikely areas: 'fag-hagging' and K/S [Kirk/Spock] 'slash’ fanzines.“) K/S-Fanzines steht hier für Magazine von Fans für Fans mit Geschichten über eine homoerotische Beziehung zwischen den eigentlich heterosexuellen Figuren Kirk und Mr. Spock aus der Fernsehserie Raumschiff Enterprise.

## Girlfags in der Literatur und Forschung
Mehrere (weibliche) Autorinnen haben sich darauf spezialisiert, Erzählungen über schwule Männerbeziehungen zu schreiben, z. B. Mary Renault. Einige, wie Poppy Z. Brite, erklärten, dass sie durch das Schreiben eine männlich-schwule Geschlechtsidentität zum Ausdruck bringen würden.
Eve Kosofsky Sedgwick war eine der wichtigsten US-amerikanischen Theoretikerinnen im Hinblick auf Gender Studies und Queer-Theory. Sie schrieb ausführlich über ihre schwul-männliche Geschlechtsidentität und Beziehungen mit schwulen Männern. Als Motivation für ihre Arbeit nannte sie:
„Wahrscheinlich der für mich prägendste Einfluss seit ziemlich frühen Jahren war eine tiefgehend-intensive, sehr spekulative (um nicht zu sagen originelle), queere Identifizierung mit schwulen Männern und der Schwulenbewegung, wie ich sie mir herleitete, weiter ausmalte und dann später real kennenlernte.“ („Probably my own most formative influence from quite an early age has been a viscerally intense, highly speculative (not to say inventive) cross-identification with gay men and gay male cultures as I inferred, imagined, and later came to know them.“)

## Girlfags im Film
Der Regisseur Lars von Schuckmann aus Frankfurt am Main drehte 2017 den Spielfilm „Mimicry“ über das Coming-out einer schwulen Frau.
Zu seiner Motivation äußerte sich Lars von Schuckmann 2017 wie folgt: „MimiCry basiert lose auf meiner eigenen Selbstwerdung, da ich mich selbst als queer oute und im weiten Spektrum dieser Bezeichnung als 'Schwule Frau' fühle. Ich habe MimiCry gedreht, um die Grenzen der Geschlechter-Wahrnehmung zu sprengen, um zu provozieren und damit jeden Menschen anzusprechen, zu experimentieren und sich dabei selbst zu entdecken.“

## Guydykes
In der queeren Subkultur nennt man einen Mann, der sich lesbisch fühlt, Guydyke. Etwa ab dem Jahr 2001 wurde der Begriff als Entsprechung zu Girlfag geprägt. Die Ähnlichkeit der beiden Phänomene erzeugt eine gewisse Solidarität zwischen Girlfags und Guydykes. Guydykes beteiligen sich häufig in Diskussionsgruppen für Girlfags.
Das Konzept männlicher Lesben erforschte der US-amerikanische Psychologe Brian G. Gilmartin in seinem Buch über Love-shyness bereits in den späten 1980er Jahren.
Einer der Protagonisten des 1991 erschienenen Romans Generation X von Douglas Coupland sagt von sich, er sei „eine Lesbe, gefangen in einem männlichen Körper“ („Dag says he's a lesbian trapped inside a man's body“).
Die US-Fernsehserie The L Word – Wenn Frauen Frauen lieben (The L Word) (2004–2009) machte das Konzept einem größeren Publikum bekannt, als die bisexuelle Frau Alice in der ersten Staffel kurzzeitig eine romantische Beziehung mit „Lisa“ eingeht. „Lisa“ ist eine Lesbe, welche aber in einem männlichen Körper lebt.
Ein weiteres Beispiel für eine männliche Figur mit lesbischer Gefühlswelt ist Stuart („Stu“) aus der Comicserie Dykes to Watch Out For von Alison Bechdel. Obwohl Stu biologisch ein Mann ist, beschreibt ihn die Autorin als „mehr stereotyp-lesbisch als viele Lesben“ („more stereotypically lesbian than many lesbians“). Die Figur Stu lebt in einer langfristigen Liebesbeziehung mit der bisexuellen Lesbe „Sparrow“.
Der britische Komiker und Schauspieler Eddie Izzard ist ein bekannter Guydyke. In mehreren Interviews ließ er verlauten, dass er sich als „lesbische Frau in einem männlichen Körper“ („a lesbian woman trapped in a man’s body“) fühle. Er nannte sich auch „männliche Lesbe“ („male lesbian“).